# Calathodes unciformis
Calathodes unciformis är en ranunkelväxtart som beskrevs av Wen Tsai Wang. Calathodes unciformis ingår i släktet Calathodes och familjen ranunkelväxter. Inga underarter finns listade i Catalogue of Life.